# Emily Howell
Э́мили Ха́уэлл (англ. Emily Howell) — музыкальная программа-композитор, написанная профессором музыки Калифорнийского университета Дэвидом Коупом на языке программирования LISP.

## Описание
Работа над программой была начата Коупом в 1980 году, когда один из его знакомых заказал ему оперу, когда находился в творческом кризисе. Программу удалось сделать только через семь лет. Свою программу он назвал Experiments in Musical Intelligence или сокращенно EMI. Первоначально программа EMI была разработана для анализа своего собственного музыкального стиля, загружая в её прошлые композиции в надежде найти уникальные фрагменты, которые делает только он, а потом воспроизвести их по-новому. Однако он обнаружил, что программа может проанализировать музыкальные произведения любого композитора, чтобы выдать в результате новую пьесу, звучащую точно так же, как этот композитор написал бы её сам. В 2003 году программа была усовершенствована и получила название Emily Howell. Хауэлл (Howell) — это имя отца Дэвида Коупа. Коуп использовал произведения, созданные EMI на основе работ других композиторов, и передавал их Emily, а та создавала свои собственные произведения. Одной из особенностей процесса создания музыкальной композиции программой — это способность её реагировать на отзывы пользователя о своих композициях, после чего она изменяет композиции в соответствии с решениями «да» или «нет». Это, конечно, влияет на её композиции, а также ставит под сомнение оригинальность её работы программы.
Программа создает музыкальную композицию на основе обучающего набора, состоящего из подборки произведений классических музыки, собственных произведений Дэвида Коупа, а также предшествующих произведений, отобранных самой программой. Композиции, которые создает программа являются прямым отражением внутренней модели выборов музыкальных источников, которая была заложена в программе. Выбор в большей степени выражает творческий замысел Дэвида Коупа, и созданные композиции, хотя и фильтруются алгоритмическим процессом, представляют собой уникальные произведения, которые мог бы создать только автор программы.

## Музыкальные композиции, сочинённые программой
- Из тьмы к свету (Opus 1): для двух фортепиано.
- Миры тени (Opus 2): для трёх фортепиано.
- Земля камня (Opus 3): для камерного оркестра.
- Из Ивовой башни (Opus 4): для тенора и камерного оркестра.
- Предвидение (Opus 5): для камерного оркестра.
- Пространство-время (Opus 6): для оркестра.